# مخيم الشهيد عزمي المفتي (إربد)
مخيم الشهيد عزمي المفتي عرف سابقا باسم «مخيم الحصن» هو مخيم للاجئين الفلسطينيين أنشئ ضمن مجموعة أخرى من المخيمات إثر حرب 1967 لإيواء من قدم من الضفة الغربية وقطاع غزة. أنجز العمل فيه عام 1968 ، أطلق عليه هذا الاسم تبعا للدبلوماسي الأردني عزمي المفتي وهو من أصول شركسية واغتيل في رومانيا بأوروبا عام 1984 وهو ابن سعيد المفتي رئيس وزراء الأردن السابق.
المخيم يقع في محافظة إربد شمال الأردن وعدد سكانه 40,000 نسمة تقريباً. وما زال لسكانه أمل في العودة إلى فلسطين حيث ما زالوا يحتفظون بأوراقهم الثبوتية ومفاتيح بيوتهم. يبعد المخيم 10 كم جنوب مدينة إربد و 70 كم شمال العاصمة عمّان وقد أُقيم على 764 دونم. المخيم مقسم إلى أربعة حارات أو بلوكات تتخللها الشوارع الرئيسية. خدمات البنية التحتية تصل جميع بيوت المخيم، ولكنه يعاني من اكتظاظ عدد السكان وضيق الأزقة بين البيوت وصغر الغرف التي يقيمون فيها.

## أصول السكان
تعود أصول سكان المخيم الى قرى وبلدات الحمرا، الساخنة، يبلى، المنسي، لد العوادين، أبو زريق وغيرها.